# NGC 7302
NGC 7302 is een elliptisch sterrenstelsel in het sterrenbeeld Waterman. Het hemelobject werd op 3 oktober 1785 ontdekt door de Duits-Britse astronoom William Herschel.

## Synoniemen
- IC 5228
- MCG -2-57-13
- PGC 69094